# Villa Serrana
Villa Serrana és un nucli de població de l'Uruguai, ubicat al sud-est del departament de Lavalleja. Té una població aproximada de 100 habitants, segons les dades del cens del 2004.
Es troba a 204 metres sobre el nivell del mar.